# Motorskydd

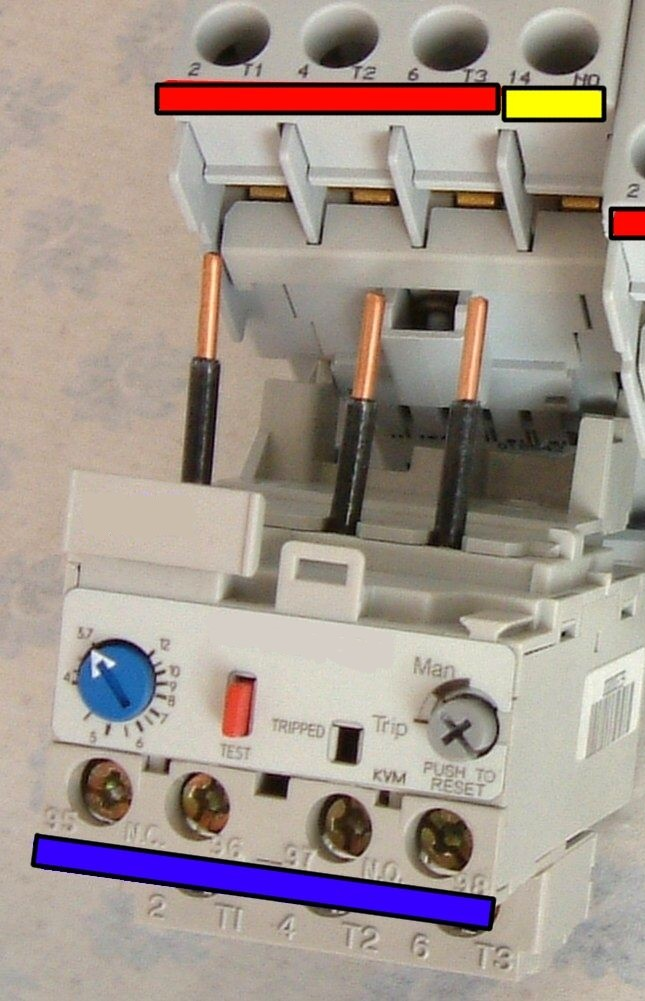
Motorskydd

Motorskydd, även kallat överlastskydd är det samlande begreppet för anordningar som kopplas in för att skydda elektriska motorer mot överström som kan uppstå vid för hög belastning antingen vid start eller under drift. Den ström som alstras i respektive fasledare till en motor alstrar värme. Om motorn av någon anledning blir överbelastad ökar strömmen och då också värmen. Värmen gör att motorskyddets bimetaller böjer sig och när strömmen överstiger det inställda värdet löser skyddet ut. Vanligen avses termiska överströmsreläer som seriekopplas med kontaktorer, andra typer av motorskydd är motorskyddsbrytare, termistorreläer.

## Kontaktormotorskydd
Kontaktormotorskydd, även kallat kontaktormanövrerat överlastskydd består av ett separat motorskydd som monteras på en kontaktor. Om motorn blir överbelastad påverkas den slutande och den brytande kontaktfunktionen som finns inbyggd i motorskyddet. Den brytande kontakten används som stoppfunktion, därför att den ska anslutas på manövern (styrkretsen) som därmed bryter kontaktorn. Den slutande funktionen kan användas för att indikera utlöst motorskydd med t.ex. en indikeringslampa.

## Handmanövrerat motorskydd
Handmanövrerat motorskydd bryter endast faserna till motorn vid överbelastning. Den har alltså ingen kontaktfunktion som i kontaktormotorskyddet.